# Сила Лоренца
Си́ла Ло́ренца — сила, що діє на рухомий електричний заряд, який перебуває в електромагнітному полі.
{\displaystyle \mathbf {F} =q\mathbf {E} +{q}[\mathbf {v} \times \mathbf {B} ]}.
Тут {\displaystyle \mathbf {F} } — сила, {\displaystyle q} — величина заряду,
{\displaystyle \mathbf {E} } — напруженість електричного поля, {\displaystyle \mathbf {v} } — швидкість руху заряду, {\displaystyle \mathbf {B} } — вектор магнітної індукції. Іноді силою Лоренца називають лише другу складову цього виразу — силу, яка діє на заряд, що рухається, з боку магнітного поля ({\displaystyle \mathbf {F} ={q}[\mathbf {v} \times \mathbf {B} ]}).
Електричне поле діє на заряд із силою, направленою вздовж силових ліній поля. Магнітне поле діє лише на рухомі заряди. Сила дії магнітного поля перпендикулярна до силових ліній поля й до швидкості руху заряду.
Названа на честь Гендрика Лоренца, який розробив це поняття 1895 року.

## Виведення із використанням закону Кулона та спеціальної теорії відносності

### Власне, сила Лоренца
Базовим виразом для аналізу взаємодії заряду {\displaystyle \ Q} із деяким пробним зарядом {\displaystyle \ q} є закон Кулона: для статичних зарядів у вакуумі відносно інерціальної системи відліку, що перебуває у спокої, можна записати, що сила їхньої взаємодії дорівнює
{\displaystyle \ \mathbf {F} ={\frac {qQ}{|\mathbf {r} |^{3}}}\mathbf {r} }.
Для того, щоб визначити, як буде виглядати ця сила в інерціальній системі відліку, що рухається, можна розглянути наступний "віртуальний" експеримент. 
Нехай у вакуумі знаходяться два заряди, скріплені пружинкою. Заряди розглядаються відносно інерціальної системи відліку, у якій вони перебувають у спокої протягом досить великого проміжку часу. Пружинка забезпечує статичність зарядів, а розтяг пружинки чисельно характеризує силу взаємодії зарядів. Якщо прибрати пружинку й розглянути деяке мале відхилення від статичного стану, наприклад, одного заряду, то можна проаналізувати час, за який другий заряд "відчує" зміну стану першого, тим самим експериментально визначивши швидкість розповсюдження взаємодії між зарядами. Проте в рамках експерименту (заряди скріплені пружинкою) про швидкість розповсюдження взаємодії нічого не можна сказати, оскільки система є статичною. Таким чином, закон Кулона, який описує взаємодію статичних зарядів, не несе, без додаткових припущень, жодної інформації про швидкість розповсюдження взаємодії між зарядами. А отже, релятивістський та класичний опис взаємодії зарядів у статичному випадку збігаються.
Для подальшого аналізу взаємодії цих зарядів можна розглянути їх відносно інерційної системи відліку, що довільно рухається. У такому разі, система вже не буде статичною, а це означає, що можна оцінити швидкість розповсюдження взаємодії. Якщо припустити, що виконується аксіома абсолютності одночасності, то швидкість розповсюдження взаємодії нескінченна, а це, загалом, означає, що до закону Кулона застосовуються перетворення Галілея, що залишають його інваріантним відносно вибору інерціальної системи відліку. А якщо припустити, що аксіома абсолютності одночасності не виконується, то швидкість розповсюдження взаємодії скінченна, і це означає, що до закону Кулона застосовуються перетворення Лоренца, які не залишають вираз для сили Кулона інваріантним відносно вибору інерційної системи відліку. 
Саме останньому випадку і присвячені наступні приклади.
Можна записати вираз для сили Кулона точкового заряду {\displaystyle \ Q} відносно системи відліку K', що рухається у вакуумі зі швидкістю {\displaystyle \ \mathbf {u} } відносно системи {\displaystyle \ S}, у якій заряд {\displaystyle \ Q} перебуває у спокої, а заряд {\displaystyle \ q} рухається із швидкістю {\displaystyle \ \mathbf {v} } відносно нього. Перед цим треба ввести постулат про інваріантність заряду, {\displaystyle \ Q'=Q}. Тоді
{\displaystyle \ \mathbf {F} '={\frac {qQ}{|\mathbf {r} '|^{3}}}\mathbf {r} '\qquad (.6)}.
Якщо підставити {\displaystyle \ (.6)} у {\displaystyle \ (.5)}, то, з урахуванням попередніх перетворень {\displaystyle \ (.1)-(.4)}, можна буде отримати вираз для сили {\displaystyle \ \mathbf {F} '}, що діє на заряд {\displaystyle \ q} у системі {\displaystyle \ S} відносно системи відліку {\displaystyle S'}:
{\displaystyle \ \mathbf {F} ={\frac {qQ\gamma }{\left(\mathbf {r} ^{2}+\gamma ^{2}{\frac {(\mathbf {r} \cdot \mathbf {u} )^{2}}{c^{2}}}\right)^{\frac {3}{2}}}}\left[\mathbf {r} +{\frac {1}{c^{2}}}[\mathbf {v} \times [\mathbf {u} \times \mathbf {r} ]]\right]\qquad (.7)}.
Варто зазначити, що, хоч 3-вектор сили і змінюється, але 4-вектор залишається інваріантним.
Далі, якщо ввести позначення 
{\displaystyle \ \mathbf {E} ={\frac {Q\gamma \mathbf {r} }{\left(\mathbf {r} ^{2}+{\frac {\gamma ^{2}}{c^{2}}}(\mathbf {u} \cdot \mathbf {r} )^{2}\right)^{\frac {3}{2}}}},\quad \mathbf {B} ={\frac {1}{c}}[\mathbf {u} \times \mathbf {E} ]},
де {\displaystyle \ \mathbf {E} } — напруженість електричного поля, {\displaystyle \ \mathbf {B} } — індукція магнітного поля, то з {\displaystyle \ (.7)} можна отримати:
{\displaystyle \ \mathbf {F} =q{\frac {Q\gamma \mathbf {r} }{(r^{2}+\gamma ^{2}{\frac {(\mathbf {r} \cdot \mathbf {u} )^{2}}{c^{2}}})^{\frac {3}{2}}}}+{\frac {q}{c^{2}}}\!{\left[\mathbf {v} \times {\frac {Q\gamma [\mathbf {u} \times \mathbf {r} ]}{(r^{2}+\gamma ^{2}{\frac {(\mathbf {r} \cdot \mathbf {u} )^{2}}{c^{2}}})^{\frac {3}{2}}}}\right]}=q\mathbf {E} +{\frac {q}{c}}[\mathbf {v} \times \mathbf {B} ]},
що і є виразом для сили Лоренца.
Звідси очевидно, що магнітне поле — релятивістський ефект, що пов'язаний із запізненням зміщення електричного поля (через кінцевість швидкості розповсюдження взаємодії) при русі його джерела зі швидкістю {\displaystyle \ \mathbf {u} }, або, чисто кінематично, через перетворення виразу сили взаємодії при переході від однієї ІСВ до іншої.
У випадку коли заряд, що створює поле, перебуває в спокої, вираз для сили Лоренца переходить у закон Кулона.

## Сила Лоренца в теорії відносності
В теорії відносності сила Лоренца записується в коваріантній формі
{\displaystyle f^{i}={\frac {q}{c}}F^{ik}u_{k}},
де {\displaystyle f^{i}} — 4-вектор сили, {\displaystyle u^{k}} — 4-швидкість, а {\displaystyle F^{ik}} — 4-тензор електромагнітного поля.

## Функція Гамільтона
Хоча сила Лоренца не є потенціальною, оскільки вона залежить від швидкості частинки, заряджену частинку в електричному та магнітному полях можна описати функцією Гамільтона у вигляді:
{\displaystyle {\mathcal {H}}={\frac {(\mathbf {p} -{\frac {q}{c}}\mathbf {A} )^{2}}{2m}}+q\varphi },
де {\displaystyle \mathbf {A} } — векторний, а {\displaystyle \varphi } — електричний потенціал, а {\displaystyle \mathbf {p} } — імпульс частинки.

## Рух зарядженої частинки в однорідних полях
В однорідному магнітному полі заряджена частинка рухається по гвинтовій лінії, яку в фізиці дещо нестрого часто називають спіраллю. Радіус гвинтової лінії (циклотронний радіус) визначається перпендикулярною до поля складовою початкової швидкості частинки. Крок гвинтової лінії — паралельною до поля складовою початкової швидкості частинки. Гвинтова лінія закручена за чи проти годинникової стрілки, в залежності від знаку заряду частинки.